# ゴードン・マックイーン
ゴードン・マックイーン（Gordon McQueen 、1952年6月26日 - 2023年6月15日）は、スコットランド・ノース・エアシャー出身の元サッカー選手。現役時代のポジションはDF。

## 経歴
スコットランド代表として30キャップを数え、2度のワールドカップに出場した。
1972年から1978年までリーズ・ユナイテッドFCでプレーし、1973-74年シーズンにはリーグ優勝を、翌1974-75年シーズンにはチャンピオンズカップ準優勝を果たした(決勝のFCバイエルン・ミュンヘン戦、マックイーンは出場停止、チームは0-2で敗れた。)1978年にマンチェスター・ユナイテッドFCに移籍、1985年までプレーした。
引退後はスカイスポーツの解説を務めた。
2023年6月15日に死去した。70歳没。

## タイトル
リーズ・ユナイテッドFC
- ファーストディビジョン : 1973-74

マンチェスター・ユナイテッドFC
- FAカップ : 1982-83
- コミュニティーシールド : 1983

個人タイトル
- PFA年間ベストイレブン :  1974–75, 1977–78
- リーズ・ユナイテッドFC年間最優秀選手 : 1974–75, 1976–77
- スコットランドサッカーの殿堂 : 2012